# Jalapeño
A jalapeño [ejtsd: halapenyo] az egyik legismertebb és leghíresebb csilipaprika a Capsicum annuum fajból.

## Termőhelye, nevei
Nevét a mexikói Veracruz állambeli Xalapa [ejtsd: halapa] városról kapta, ahol hagyományosan termesztik. Mexikóban összesen 160 négyzetkilométeres területen terem, főleg a Papaloapan folyó medencéjében, Veracruz állam északi részében és a Chihuahua [ejtsd: csiwawa] államban található Delicias [ejtsd: delisziasz] környékén. Kisebb mennyiségben termesztik Jalisco, Nayarit, Sonora, Sinaloa és Chiapas államokban is. Egyéb, Mexikóban használatos nevei: cuaresmeno, huachinango és chile gordo.
Az Amerikai Egyesült Államokban 1999-es adatok szerint 2200 hektáron termesztették; többnyire Új-Mexikó állam déli és Texas nyugati részében.

## Megjelenése, hatóanyaga

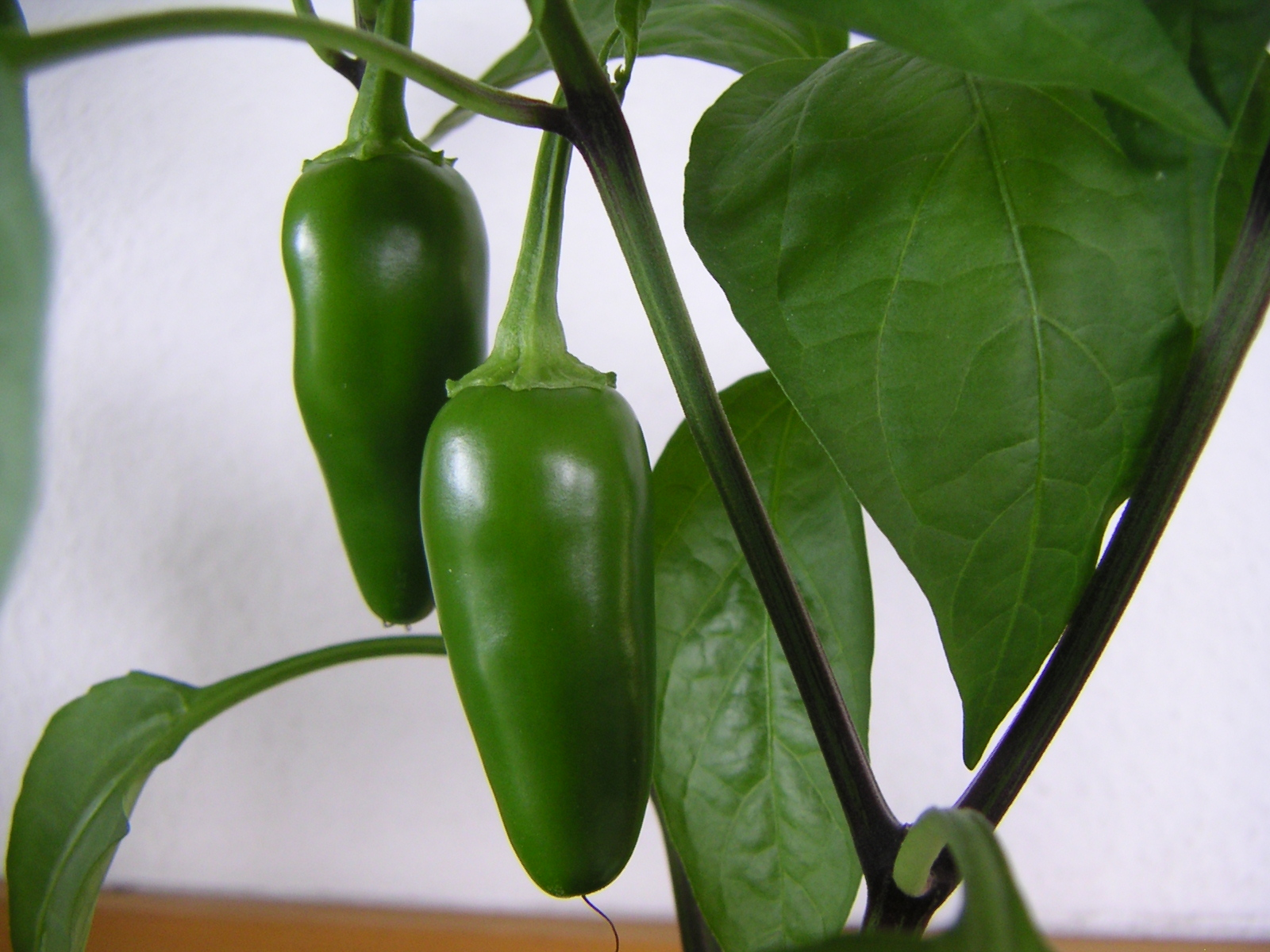
Zöld jalapeño

A növény 75–90 centiméter magasra nő. Életciklusa 75–80 nap. Virága fehér színű, pettyek nélkül. Egy tipikus egyed 25–30 paprikát terem, és folyamatosan szüretelhető. A szezon vége felé a paprikák pirosodni kezdenek. A piacon általában a zöld jalapeño paprikát tekintik jobbnak, a pirosat gyengébbnek. A pirosat a termelők vagy a földeken hagyják, vagy chipotlét [ejtsd: csipotlét], azaz füstön szárított jalapeño paprikát készítenek belőle. Maga a termés éretten 5–9 centiméter hosszú, és 2–2,5 cm széles, vörös vagy gyakrabban zöld, lecsüngő.
A paprikafélék csípőssége, amit Scoville-egységekben (SHU) fejeznek ki, a termés kapszaicin-tartalmától függ. A jalapeño csípőssége 2500 és 10 000 között mozog; ezzel a csípős vagy nagyon csípős fajták között foglal helyet.

## Felhasználása
A mexikói jalapeño 60%-át feldolgozzák, 20%-át frissen használják és 20%-ából készül chipotle. Sok saláta és pikáns szósz alapvető adaléka; főleg a salsa szószokhoz használják.

## Változatai
Fontosabb mexikói fajtái:
- Típico;
- Peludo.

Amerikai változatok:
- Early Jalapeno (csípős);
- TAM Jalapeno (enyhe).

## Érdekességek
- A Mexikóban rendezett 1986-os labdarúgó-világbajnokság kabalafigurája egy „Pique” nevű mariachi sombrerót [ejtsd: mariacsi szombrerót] viselő, bajuszos „jalapeño” volt. („Pique” a spanyol picante melléknévből, az pedig a „megcsíp” jelentésű picar szóból ered.